# Pont de Fétinne
Le pont de Fétinne est un pont sur l'Ourthe à Liège. Il fait liaison avec le pont de Fragnée sur la Meuse. Situé légèrement en amont de l'embouchure de l'Ourthe il se situe entre le pont Gramme et le pont de Namur. Le pont fut construit de 1901 à 1904 pour l'Exposition universelle de 1905 en même temps que le pont de Fragnée.
Ce pont accueillit une ligne du réseau de Trolleybus de Liège : la ligne 27. Il fut reconstruit, ce qui occasionna des modifications su cette ligne.
Certaines parties de cet ouvrage sont classées. Il fera l'objet d'une rénovation effectuées par le SPW après 2025.